# Polux

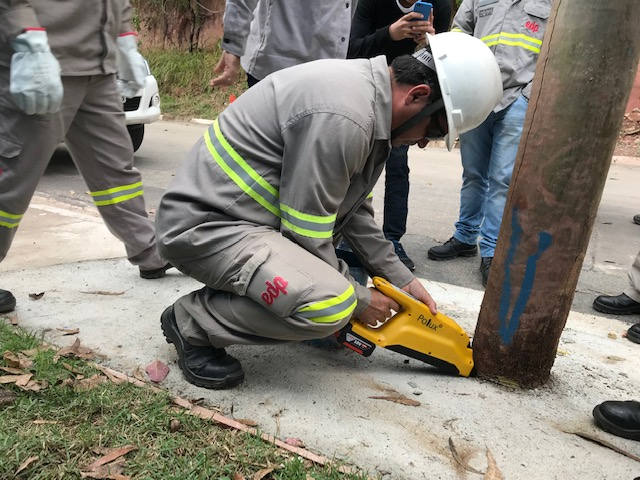
Test Polux

Polux ist ein Messgerät, mit dem man den Zustand von hölzernen Strom- und Telefonmasten überprüfen kann.

## Beschreibung
Mit der Polux-Technologie können Sicherheits- und Wartungsdiagnosen durchgeführt werden. Die Messungen ermöglichen den sicheren Aufstieg der Arbeiter auf die Masten und die Überprüfung des Zustands der Hölzer, um ihre verbleibende Lebensdauer abzuschätzen. POLUX 5 wird durch eine Schraube am Mast befestigt. Die Energie wird während des ganzen Schraubvorganges aufgezeichnet. Der Winkel des Gerätes zum Mast wird gespeichert. Sobald das Gerät fest am Mast sitzt, dringen die Messspitzen automatisch in den Mast ein. Dabei wird sowohl die Eindringkraft als auch die dafür erforderliche Energie erfasst. Der Feuchtigkeitsgehalt wird gespeichert, wenn die Messspitzen vollständig im Holz sind.
POLUX 5 wird zur Wartung und Prüfung der Standsicherheit von Holzmasten eingesetzt. Als wesentlicher Vorhersageparameter für die Rohdichte der Masten wird die Kraft, die für das Eindringen von Metallspitzen in den Stamm erforderlich ist, gemessen. Zusätzlich erfasste Parameter können das Messergebnis verbessern. 
𝝆𝑷𝒐𝒍𝒖𝒙,𝟏𝟐% = 309 + 𝑭 × 1,66 + 𝜶 × 5,65 + 𝒖𝑷𝒐𝒍𝒖𝒙 × 2,12 − 𝐓𝒐𝒓𝒅 × 46,3

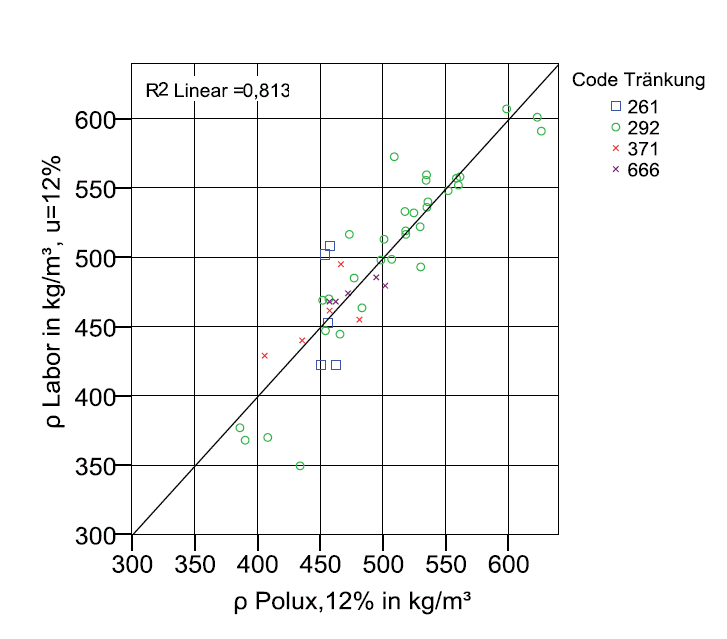
Polux-Rohdichte

𝝆𝑷𝒐𝒍𝒖𝒙,𝟏𝟐% Berechneter Vorhersagewert für die Dichte in kg/m³ bei u=12%
𝑭 Messwert Polux 5: Kraft in daN
𝜶 Messwert Polux 5: Eindringwinkel in Grad [°]
𝒖𝑷𝒐𝒍𝒖𝒙 Messwert Polux 5: Holzfeuchte in Prozent [%]
𝐓𝒐𝒓𝒅 Mastparameter: Variable zur Berücksichtigung des Tränkmittels
- 0 für 261 (Tränkmittel Code)
- 1 für 292 (Tränkmittel Code)
- 2 für 371 und 666 (Tränkmittel Code)

## Entwicklung
Die Polux-Technologie wurde Anfang der 1990er Jahre von Jean-Luc Sandoz in der Nachfolge des Sylvatests auf die ursprüngliche Anfrage von EDF hin entwickelt, die das doppelte Problem der Sicherheit und der Lebensdauer ihrer Masten hatten. 2003 wurde die Technologie auf dem 17. Internationalen Kongress für Stromverteilungsnetze in Barcelona vorgestellt.

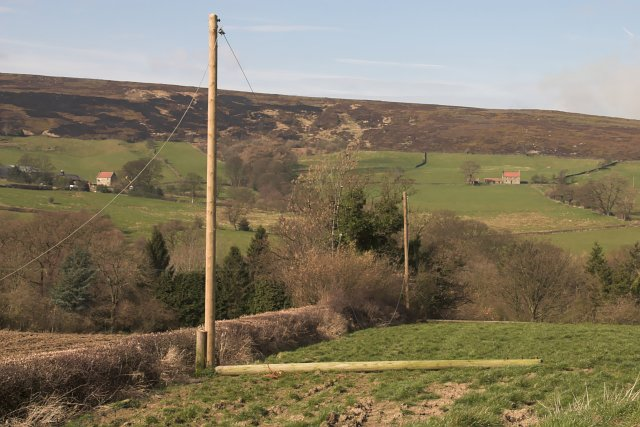
Ersetzen eines Telefonmasts

Sie arbeitet mit einer Picus-Software, die Daten auswertet, die sich aus lokalen Dichtemessungen an der Bodenlinie und hygroskopischen Messungen zusammensetzen.
Die Polux-Technologie wird im Forschungs- und Entwicklungszentrum des Unternehmens CBS-Lifteam, das von Yann Benoit geleitet wird, weiterentwickelt. Die fünfte Version ermöglicht eine schnellere Datenerfassung und -verarbeitung mit einem miniaturisierten Werkzeug und der Picus-App, die auf Smartphones heruntergeladen werden kann.
Die Polux-Technologie ist in mehreren Ländern vertreten, darunter die USA, Kanada und Australien.